# Rájec-Jestřebí
Pour les articles homonymes, voir Jestřebí et Rajec (homonymie).
Rájec-Jestřebí (en allemand : Raitz-Jestreb) est une ville du district de Blansko, dans la région de Moravie-du-Sud, en République tchèque. Sa population s'élevait à 3 732 habitants en 2024.

## Géographie
Rájec-Jestřebí se trouve à 6 km au nord du centre de Blansko, à 25 km au nord de Brno et à 175 km à l'est-sud-est de Prague.

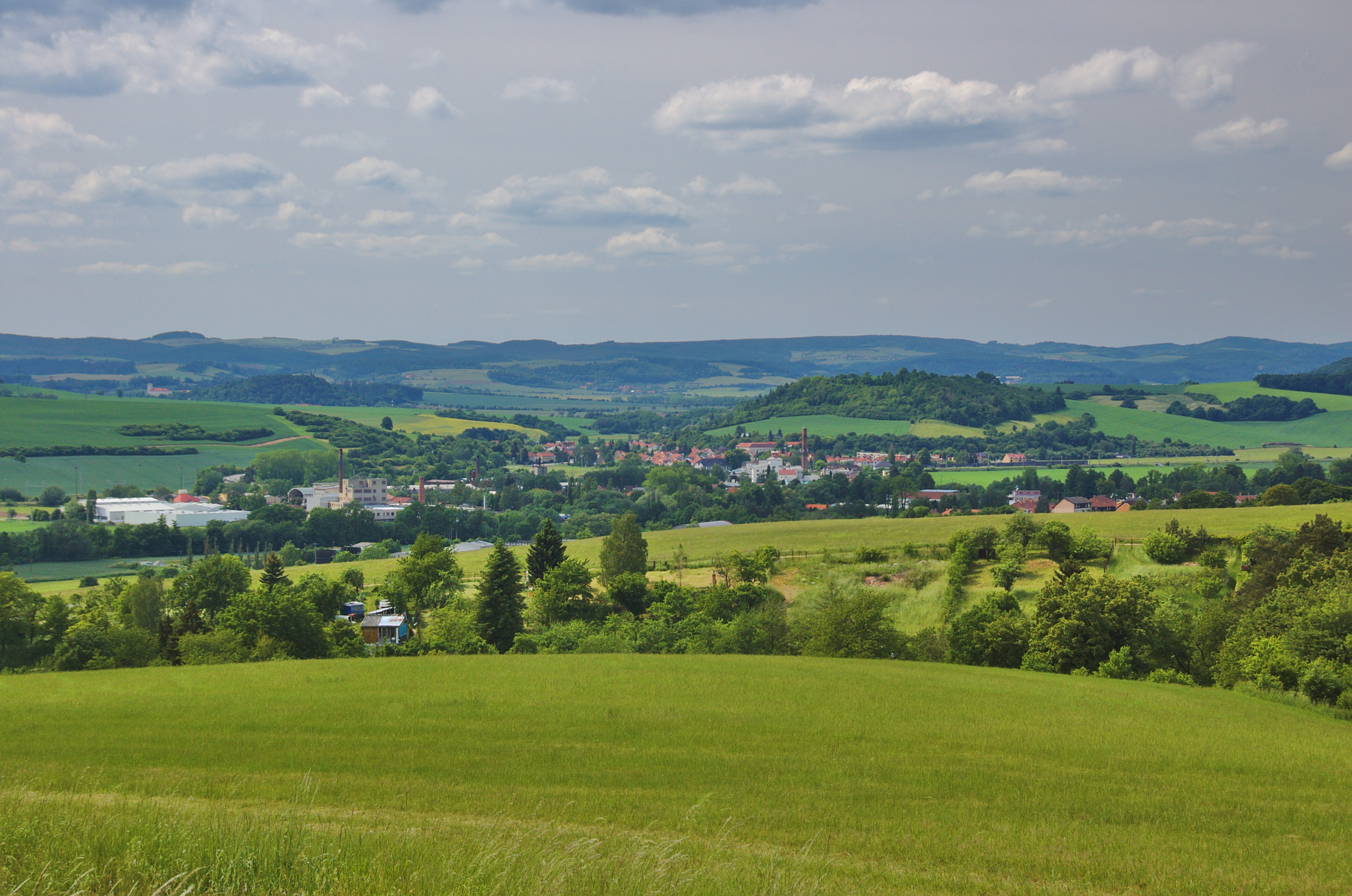
Vue générale de Rájec-Jestřebí.

La commune est limitée par Doubravice nad Svitavou au nord, par Kuničky, Žďár et Petrovice à l'est, par Ráječko et Spešov au sud, et par Černá Hora et Bořitov à l'ouest.

## Histoire
La première mention écrite de la localité date de 1131.

## Transports
Par la route, Rájec-Jestřebí se trouve à 6 km de Blansko, à 34 km de Brno et à 214 km de Prague.